# Utkání století SSSR – svět

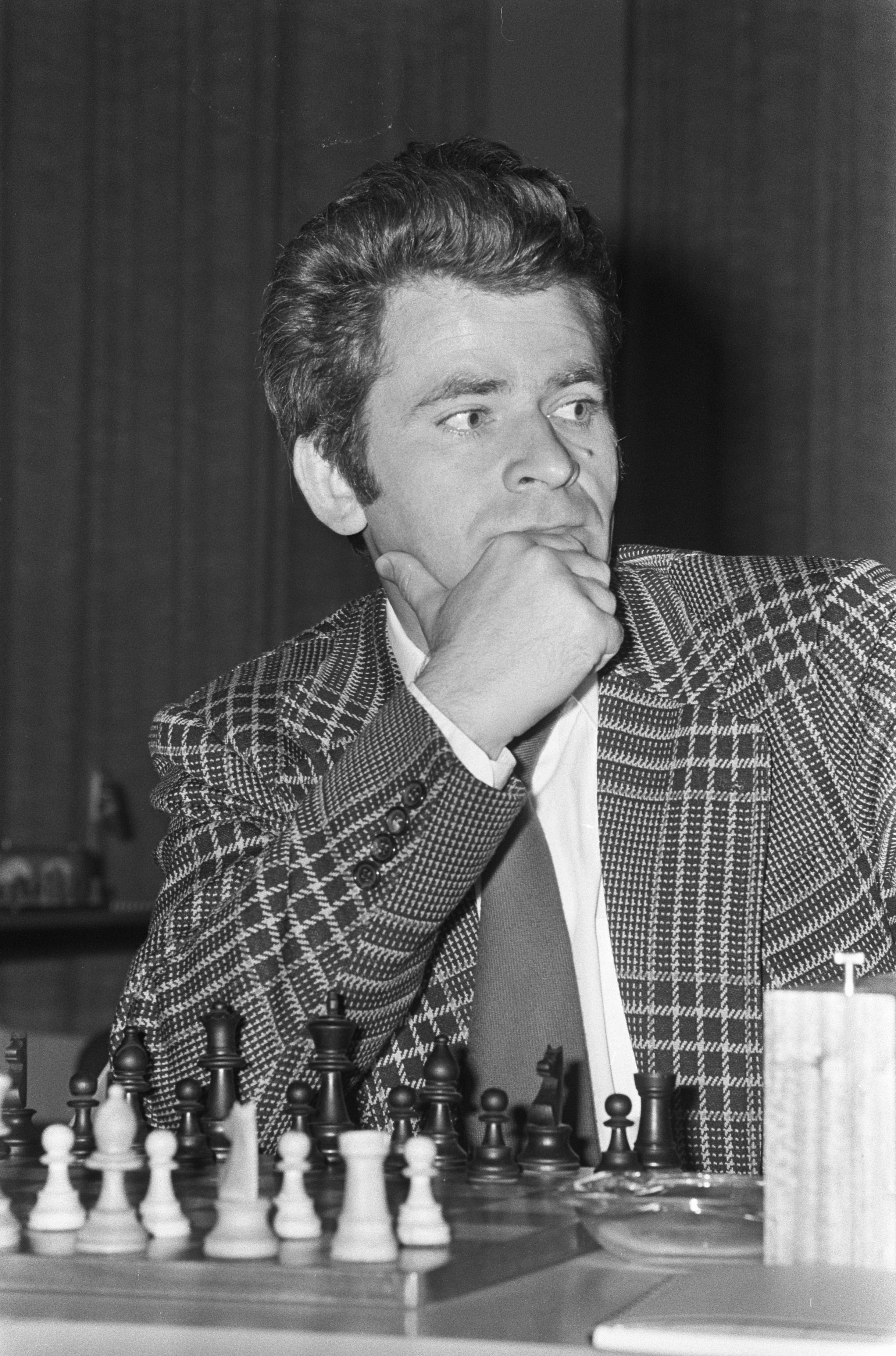
Boris Spasskij, mistr světa

Utkání století SSSR – svět byl šachový zápas, konaný 29. března až 5. dubna 1970 v jugoslávském Bělehradě.
Čtyřkolový zápas na deseti šachovnicích mezi tehdejší sovětskou šachovou elitou (pět mistrů světa) a výběrem zbytku světa. Pořadí hráčů na šachovnicích bylo dáno předem a náhradníci se museli alespoň jednou nasadit.[zdroj?]

## Sestavy
SSSR:
- Boris Spasskij (úřadující mistr světa)
- Tigran Petrosjan (mistr světa 1963–1969)
- Viktor Korčnoj
- Lev Polugajevskij
- Jefim Geller
- Vasilij Smyslov (mistr světa 1957–1958)
- Mark Tajmanov
- Michail Botvinnik (mistr světa 1947–1957, 1958–1960, 1961–1963)
- Michail Tal (mistr světa 1960–1961)
- Paul Keres

- náhradníci: Leonid Štejn, David Bronštejn
- kapitán: Postnikov

Svět:
- Bent Larsen (Dánsko)
- Bobby Fischer (USA)
- Lajos Portisch (Maďarsko)
- Vlastimil Hort (Československo)
- Svetozar Gligorić (Jugoslávie)
- Samuel Reshevsky (USA)
- Wolfgang Uhlmann (Východní Německo)
- Milan Matulović (Jugoslávie)
- Miguel Najdorf (Argentina)
- Borislav Ivkov (Jugoslávie)

- náhradníci: Friðrik Ólafsson (Island), Klaus Darga (Západní Německo)
- kapitán: Max Euwe (mistr světa 1935–1937, Nizozemsko)

## Jednotlivá kola
1. kolo 
- SSSR 5,5 – 4,5 Svět

2. kolo
- SSSR 6,0 – 4,0 Svět

3. kolo
- SSSR 4,0 – 6,0 Svět

4. kolo (na první šachovnici vystřídal nemocného Spasského Štejn, na druhé straně zase vystřídal Ólafsson Reshevského)
- SSSR 5,0 – 5,0 Svět

## Závěr
Na prvních pěti šachovnicích byl sice sovětský supertým jasně přehrán (zvítězil Larsen, Fischer, Portisch i Hort), ale výkonnostní nevyrovnanost zbytku světového výběru nakonec rozhodujícím dílem přispěla k sovětskému vítězství 20,5 : 19,5.

## Poznámka
V roce 1984 se konal obdobný mač v Londýně (tentokráte se však jako Zápas století neoznačoval) s podobným výsledkem 21 ku 19 opět pro Sovětský svaz.